# Cantone di Le Creusot-Est
Il Cantone di Le Creusot-Est era una divisione amministrativa dell'arrondissement di Autun.
È stato soppresso a seguito della riforma complessiva dei cantoni del 2014, che è entrata in vigore con le elezioni dipartimentali del 2015.
Comprendeva parte della città di Le Creusot e i comuni di:
- Le Breuil
- Saint-Firmin
- Saint-Sernin-du-Bois